# Алмоштер (Сантарен)
Алмоштер (порт. Almoster) — район (фрегезия) в Португалии, входит в округ Сантарен. Является составной частью муниципалитета Сантарен. Входит в экономико-статистический субрегион Лезирия-ду-Тежу, который входит в Рибатежу. Население составляет 1827 человек на 2001 год. Занимает площадь 40,84 км².